# 疏毛楼梯草
疏毛楼梯草（学名：Elatostema albopilosum）是荨麻科楼梯草属的植物，为中国的特有植物。分布于中国大陆的云南、广西、四川等地，生长于海拔1,200米至1,900米的地区，常生于山谷林下阴湿处，目前尚未由人工引种栽培。